# Dorcadion bodemeyeri
Dorcadion bodemeyeri is een keversoort uit de familie van de boktorren (Cerambycidae). De wetenschappelijke naam van de soort werd voor het eerst geldig gepubliceerd in 1900 door Daniel K..